# Повзун (механізм)

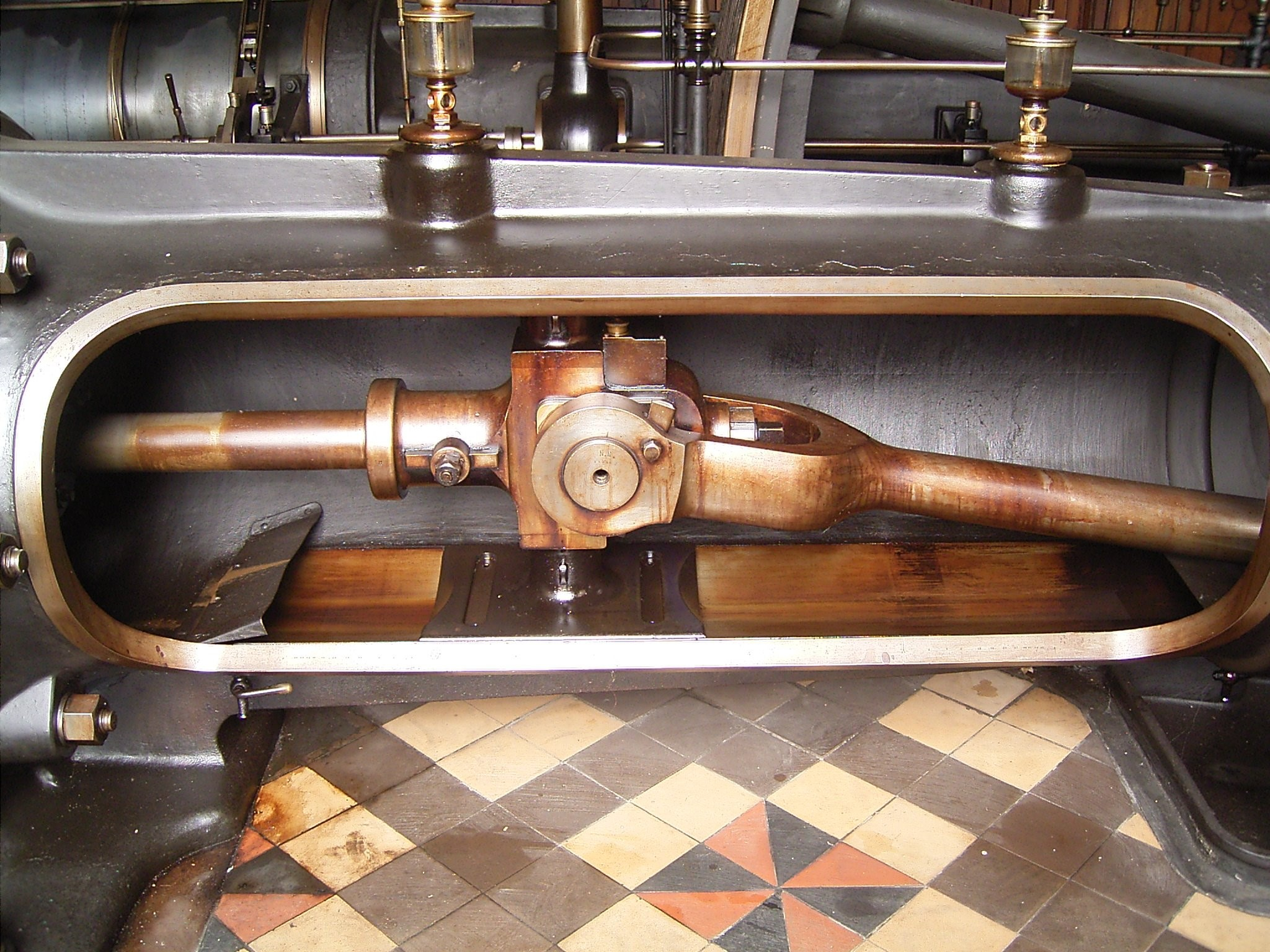
Повзун усередині циліндричної напрямної

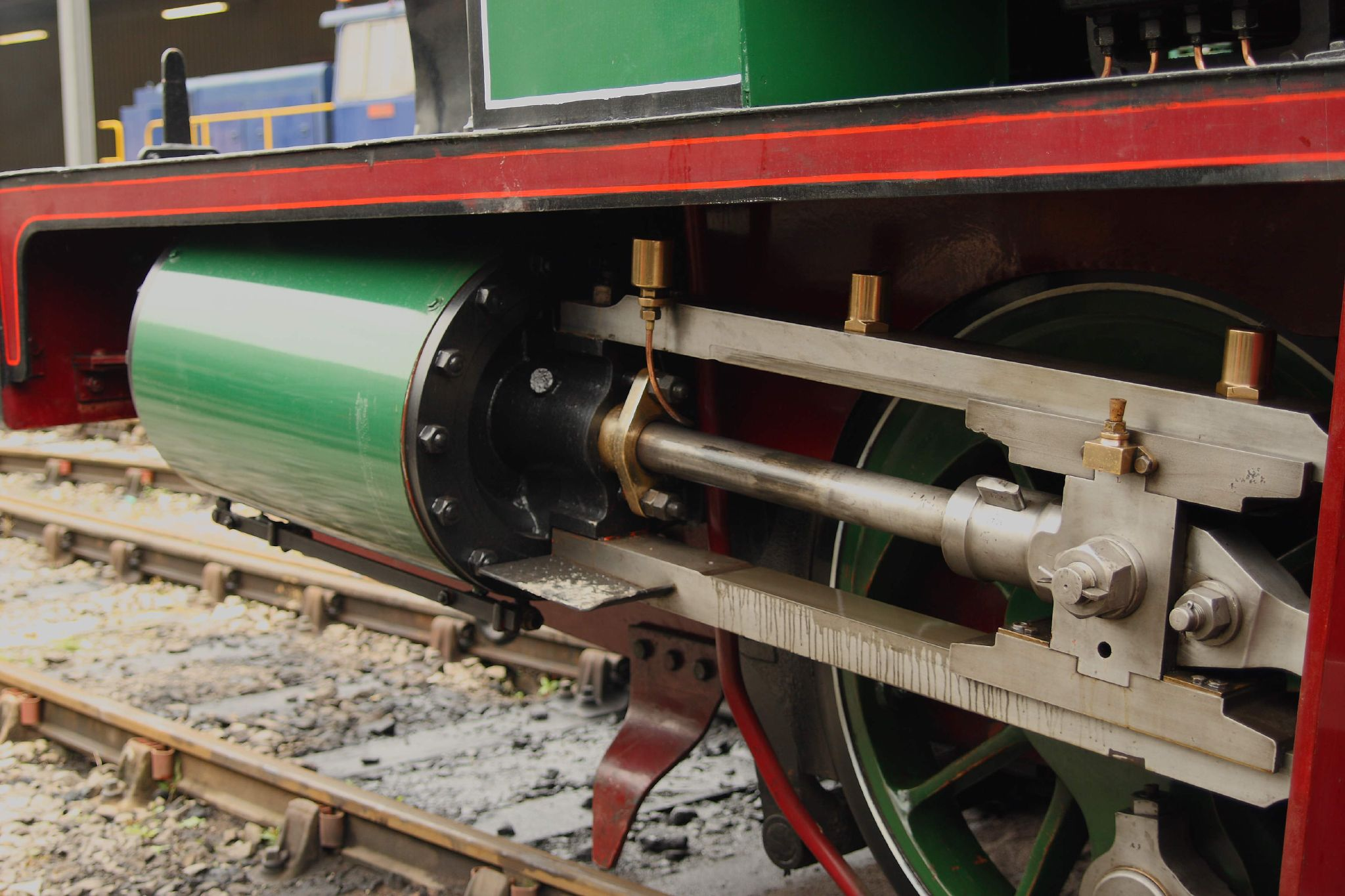
Повзун з двома напрямними і поршень зі штоком на паровозі

Повз́ун або крейцко́пф (нім. Kreuzkopf — «хрестова головка», англ. cross head) — ланка механізму, що здійснює вертально-поступальний рух у прямолінійних напрямних або коливний рух у дугових напрямних, пов'язаних з корпусом (стійкою). З точки зору теорії машин і механізмів повзун — це ланка, яка утворює поступальну пару з однією ланкою (наприклад, корпусом або стійкою) і обертальну з другою.

## Використання
Повзун є ланкою кривошипно-повзунних, кулісних та деяких інших механізмів. У поршневих машинах (поршневих компресорах, насосах, парових двигунах двосторонньої дії) повзун (крейцкопф) призначений для сполучення шатуна із штоком поршня і сприймає та передає бокові зусилля, що виникають при роботі на напрямні. Повзун, який ковзає напрямними у кулісі називають «кулісний камінь».
У двигунах внутрішнього згоряння, багатьох конструкціях поршневих компресорів функція повзуна покладається на поршень і тому у них повзун відсутній.

## Будова та принцип роботи
Повзун (крейцкопф) забезпечує сполучення поршня і шатуна у крейцкопфовому кривошипно-шатунному механізму. При такому сполученні поршень є жорстко з'єднаним зі штоком, а останній сполучений з крейцкопфом через циліндричний шарнір.
Таке сполучення дозволяє розвантажити поршень від бокового зусилля, так як його дія переноситься на крейцкопф. Така конструктивна схема дозволяє створити другу робочу порожнину у циліндрі під поршнем і забезпечити двосторонню дію поршневої машини. При цьому шток проходить через сальниковий защільнювач у штоковій кришці циліндра, що забезпечує необхідну герметичність.